# Torrecaballeros (kommunhuvudort)
Torrecaballeros är en kommunhuvudort i Spanien.   Den ligger i provinsen Provincia de Segovia och regionen Kastilien och Leon, i den centrala delen av landet, 70 km norr om huvudstaden Madrid. Torrecaballeros ligger 1 160 meter över havet och antalet invånare är 840.
Terrängen runt Torrecaballeros är platt åt nordväst, men åt sydost är den kuperad.Runt Torrecaballeros är det glesbefolkat, med 17 invånare per kvadratkilometer. Närmaste större samhälle är Segovia, 9,2 km sydväst om Torrecaballeros. Trakten runt Torrecaballeros består i huvudsak av gräsmarker.